# Riocentro

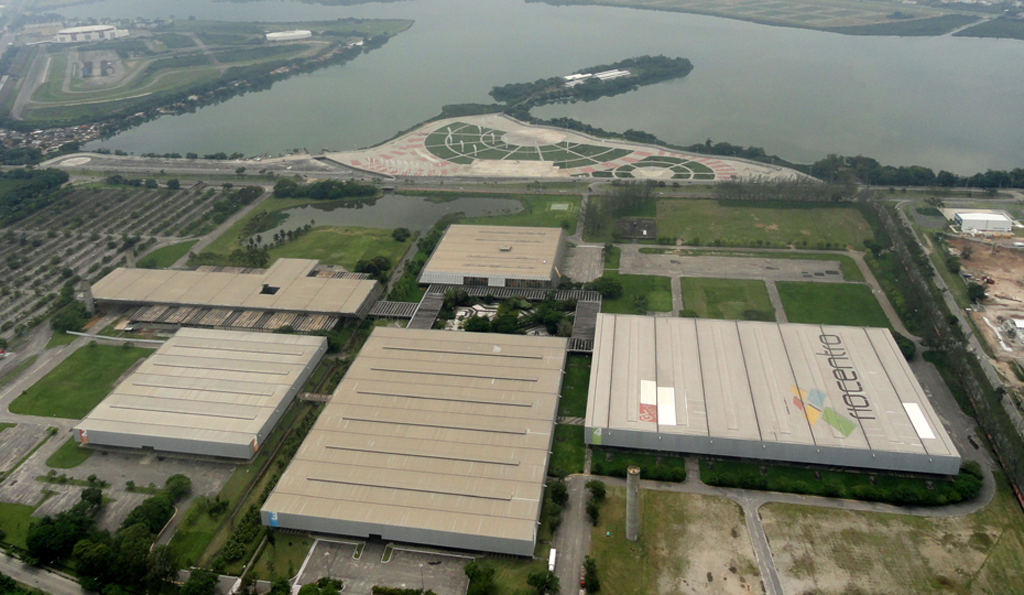
Panorámica de Riocentro y sus alrededores, en la Ciudad de Río

Riocentro es un importante centro de convenciones y exposiciones situado en la ciudad brasileña de Río de Janeiro. Fue inaugurado en el año 1977. Riocentro recibió el premio World Travel Awards al mayor centro de exposiciones de toda Sudamérica en los años 2006 y 2007.

## Descripción

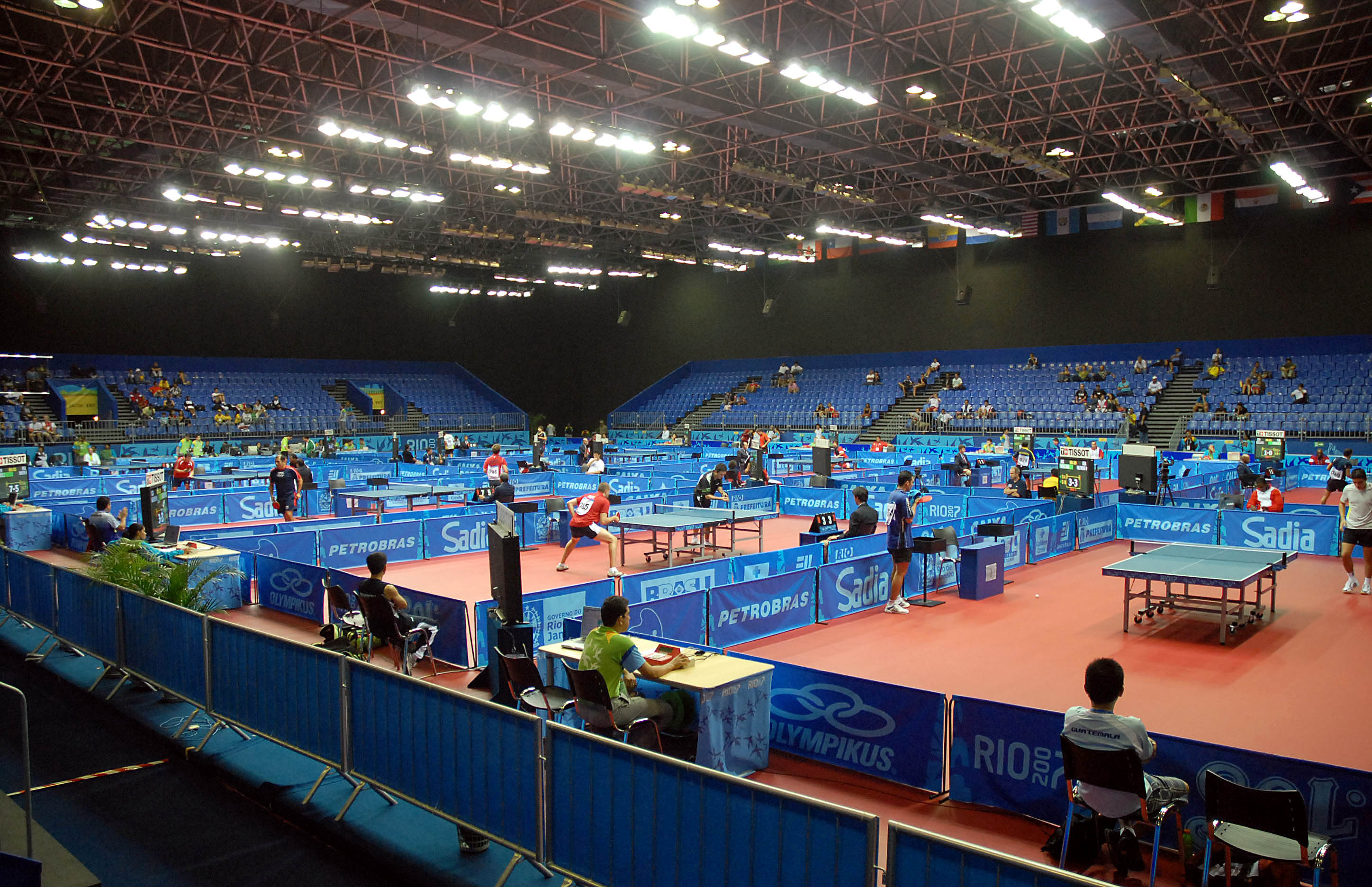
Celebración deportiva en uno de sus pabellones durante los Juegos Panamericanos de 2007.

Riocentro se encuentra ubicado en la Avenida Salvador Allende 6555 - Barra da Tijuca -  de la ciudad de Río de Janeiro.
Con todas sus infraestructuras tiene un predio total de 571.000 m², de los cuales 100.000 están edificados.
Sus instalaciones están compuestas por cinco pabellones que tienen un aforo entre 2.000 y 4.500 espectadores; interconectados entre sí. Posee estacionamiento para 7.000 automóviles y 60 autobuses aproximadamente.
Tiene diversos auditorios con capacidad para 400 personas, 16 salas de reuniones modulares para 270 personas, también cuenta con sala VIP, cocina, comedor, instalaciones para ofrecer servicios médicos, todo el centro cuenta con Internet Wifi, tiene una estación de telecomunicaciones, helipuerto y un jardín tropical de enormes dimensiones y con un estanque.
La versatilidad y complejidad de sus instalaciones, hacen que el sitio sea el adecuado para diferentes tipos de eventos: congresos, exposiciones y ferias, eventos deportivos, conciertos musicales y graduaciones, tanto nacionales como internacionales, de interior o al aire libre.

## Eventos
El primer evento celebrado fue para la Organización de las Naciones Unidas (ONU) donde se celebraron las Conferencias de Naciones Unidas sobre el Medio ambiente y el Desarrollo (más conocidas como Cumbre de la Tierra), y anualmente se celebra la Conferencia de Desarrollo Sostenible de Naciones Unidas (Río+20 El futuro que queremos).
También se han celebrado eventos como el 17.º Congreso Mundial del Petróleo en el año 2002 y la Feria del libro anual de Río de Janeiro, se celebraron los Juegos Panamericanos de 2007, y demás eventos de gran importancia tanto nacional como internacional.
Durante las JMJ Rio 2013, se realizaron algunos encuentros en sus instalaciones, uno de estos encuentros contó con la presencia del máximo líder de la iglesia católica, el Papa Francisco, en el día de cierre de estas jornadas católicas (el domingo 28 de julio de 2013) en el pabellón 5, en donde se reunió con los jóvenes voluntarios de dicha jornada para hablarles y agradecerles la acogida en la ciudad.
Para el Mundial 2014 se confirmó que el Centro Internacional de Comunicaciones de dicho evento estará ubicado en la ciudad de Río de Janeiro, más precisamente en el Centro de Convenciones Riocentro.
Cuando Río de Janeiro ganó en octubre de 2009, para ser la sede oficial de los Juegos Olímpicos de Río de Janeiro 2016 y los Juegos Paralímpicos de Río de Janeiro 2016, cuatro de sus pabellones fueron propuestos para las competiciones en los deportes de bádminton, boxeo, halterofilia y lucha. Es así que Riocentro se convertirá en una de las sedes olímpicas durante el evento deportivo.

### Lista de eventos más importantes
| Año  | Evento                                  | Detalles |
| ---- | --------------------------------------- | --- |
| 1992 | Cumbre de la Tierra                     | Primer Gran Evento aquí realizado; participaron más de 170 países, fue organizado por la ONU y se destacó por la organización y los acuerdos internacionales firmados en tal ocasión.                 |
| 2002 | 17º Congreso Mundial del Petróleo       | Organizado por la OPEP, contó con la presencia de numerosas delegaciones de países petroleros de todo el mundo.                                                                                       |
| 2007 | Juegos Panamericanos Rio2007            | Fue escenario de diversas competencias deportivas durante el evento panamericano, además de "Centro de Prensa" y de transmisión internacional.                                                        |
| 2012 | Rio+20                                  | Organizado por la ONU, contó con la presencia de más de 190 delegaciones de todo el mundo, coincidiendo con el 20.º aniversario de la Cumbre de la Tierra del año 1992 celebrado en este mismo lugar. |
| 2013 | Jornada Mundial de la Juventud Río 2013 | Encuentro entre jóvenes voluntarios y el Papa Francisco en el último día de su visita a Brasil. |
| 2014 | Copa Mundial de Fútbol Brasil 2014      | Fue confirmado por la FIFA; albergará al Centro Internacional de Difusión (IBC) y al Comité Organizador Local 2014 (LOC).                                                                             |
| 2016 | Juegos Olímpicos de Río de Janeiro 2016 | Será sede olímpica para distintas disciplinas deportivas, como Boxeo o lucha. |
|      | Bienal del Libro de Río de Janeiro      | Regularmente y cada 2 años, alberga a este importante evento cultural y literario de Brasil. |

## Ataque terrorista de 1981
El 30 de abril de 1981, cuando tenía lugar un concierto de música en conmemoración del Primero de Mayo, Riocentro fue blanco de un ataque terrorista por los miembros de línea dura de la dictadura militar brasileña (1964-1985). El sargento Guilherme Pereira do Rosário y el entonces capitán Wilson Dias Machado, ahora coronel, fueron los responsables de la detonación de dos bombas en el lugar. Alrededor de las 9 de la noche una de las bombas explotó en el regazo de sargento Rosário, matándolo e hiriendo gravemente a Machado. Una segunda bomba estalló a pocos metros de distancia de una fuente responsable de proveer energía eléctrica a Riocentro. La bomba fue lanzada sobre la cerca y explotó en el suelo, y la oferta de energía eléctrica no fue interrumpida esa noche. El gobierno culpó inmediatamente a los radicales de izquierda del ataque. Esta teoría no tenía apoyo en el momento del evento y en la actualidad existe una fuerte evidencia de que el ataque fue planeado por el sector de línea dura del gobierno para convencer al sector moderado de que la guerrilla urbana de izquierda todavía estaba activa y que era necesaria una nueva ola de represión política. Este episodio es uno de los marcos del declive de la Dictadura militar en Brasil, que terminaría oficialmente cuatro años más tarde.